# Cotton Bowl (stade)
Pour les articles homonymes, voir Cotton Bowl.
Le Cotton Bowl est un stade de football et de football américain situé à Fair Park dans la ville de Dallas, Texas. Construit en 1932, il peut à l'heure actuelle accueillir 92 100 spectateurs. Ce stade est la propriété de la ville de Dallas.
C'est dans ce stade que se déroulait le Cotton Bowl de football américain universitaire jusqu'en 2009. Depuis il a lieu au AT&T Stadium.
Si ce stade n'a aucun club résident en 2006, la liste des clubs et franchises ayant évolué au Cotton Bowl est longue : Mustangs de SMU (NCAA), Dallas Cowboys (NFL; 1960-1971), Dallas Texans (NFL) (1952), Dallas Texans (AFL ; 1960-1962), Dallas Tornado (NASL ; 1967-1968) et Dallas Burn (MLS ; 1996-2002, 2004-2005).
Ce stade a également accueilli des matches de la Coupe du monde de football de 1994. C'est là également qu'eut lieu le premier festival de guitare Crossroads Guitar Festival organisé par le guitariste britannique du blues-rock Eric Clapton dix ans plus tard.

## Histoire

### Rénovations de 2008
En septembre 2008, le maire de Dallas, Tom Leppert, a coupé le ruban de cérémonie pour inaugurer le Cotton Bowl rénové. Les dirigeants de la ville annoncèrent que le lifting du stade était terminé, après neuf mois de travaux, et pour un montant de 57 millions de dollars.
Les améliorations comprennent l'ajout de 16 000 sièges (portant la capacité à plus de 92 000 places) principalement à travers l'encerclement complet du deuxième niveau, de nouveaux espaces VIP et médias, un nouveau tableau d'affichage et écran vidéo, une mise à jour des toilettes, des espaces de ventes, de l'éclairage et du système sonore. Des bancs en aluminium ont remplacé la plupart des sièges, sauf pour 1 500 chaises à dossiers situées dans chaque nouvel étage supérieur.
C'est dans ce stade que se déroule la finale du championnat de football US dans le season finale de Friday Nights Lights.

## Événements
- Red River Rivalry, depuis 1929
- Cotton Bowl, 1937 à 2009
- State Fair Classic, depuis 1984
- Matches de la Coupe du monde de football de 1994
- Crossroads Guitar Festival, 2004
- Dallas Football Classic, 2011-2018
- NHL Winter Classic, 2020

## Galerie

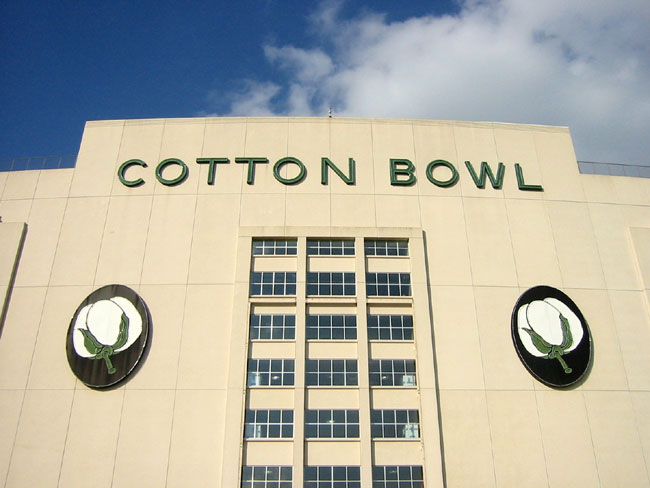
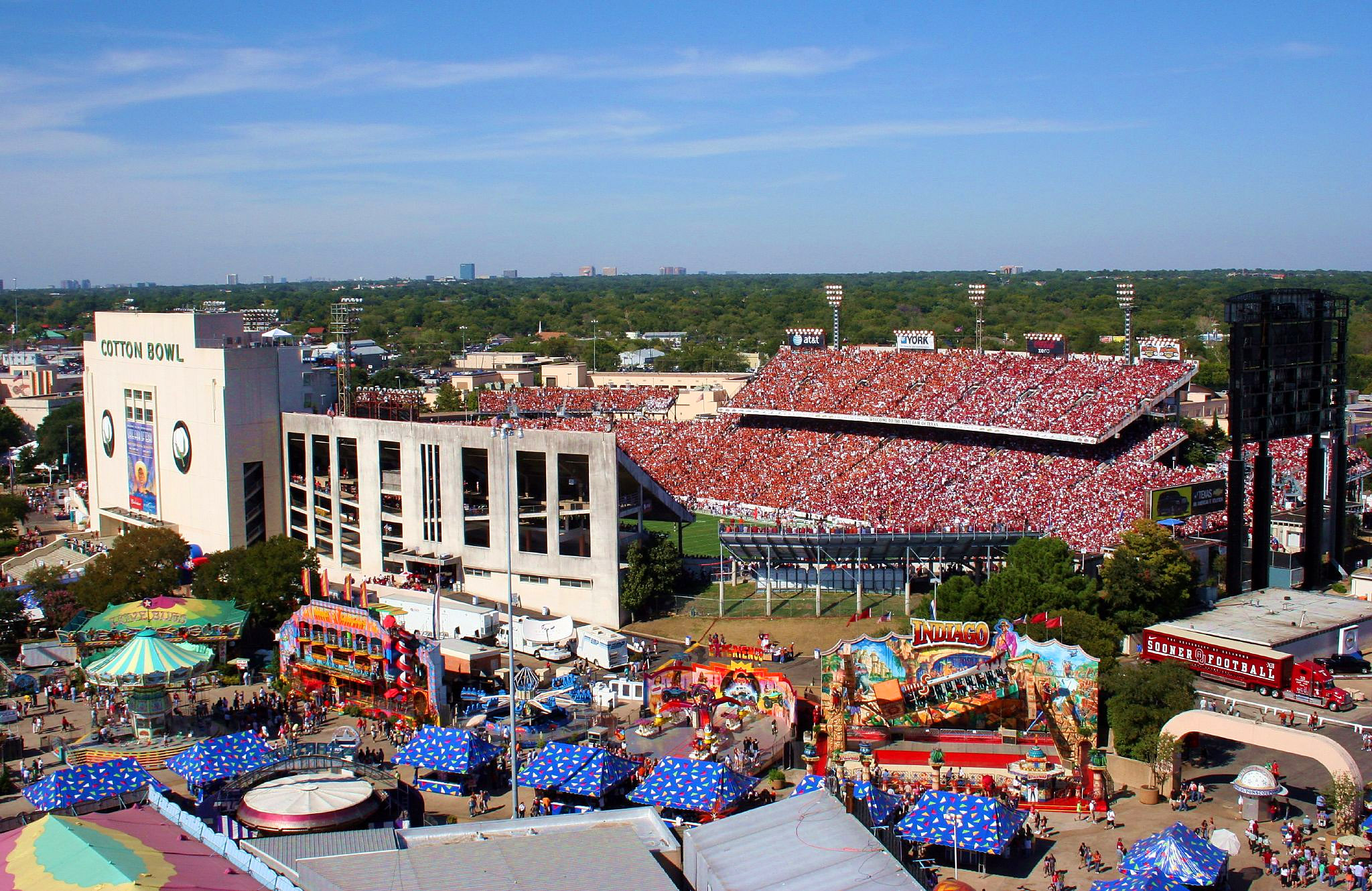
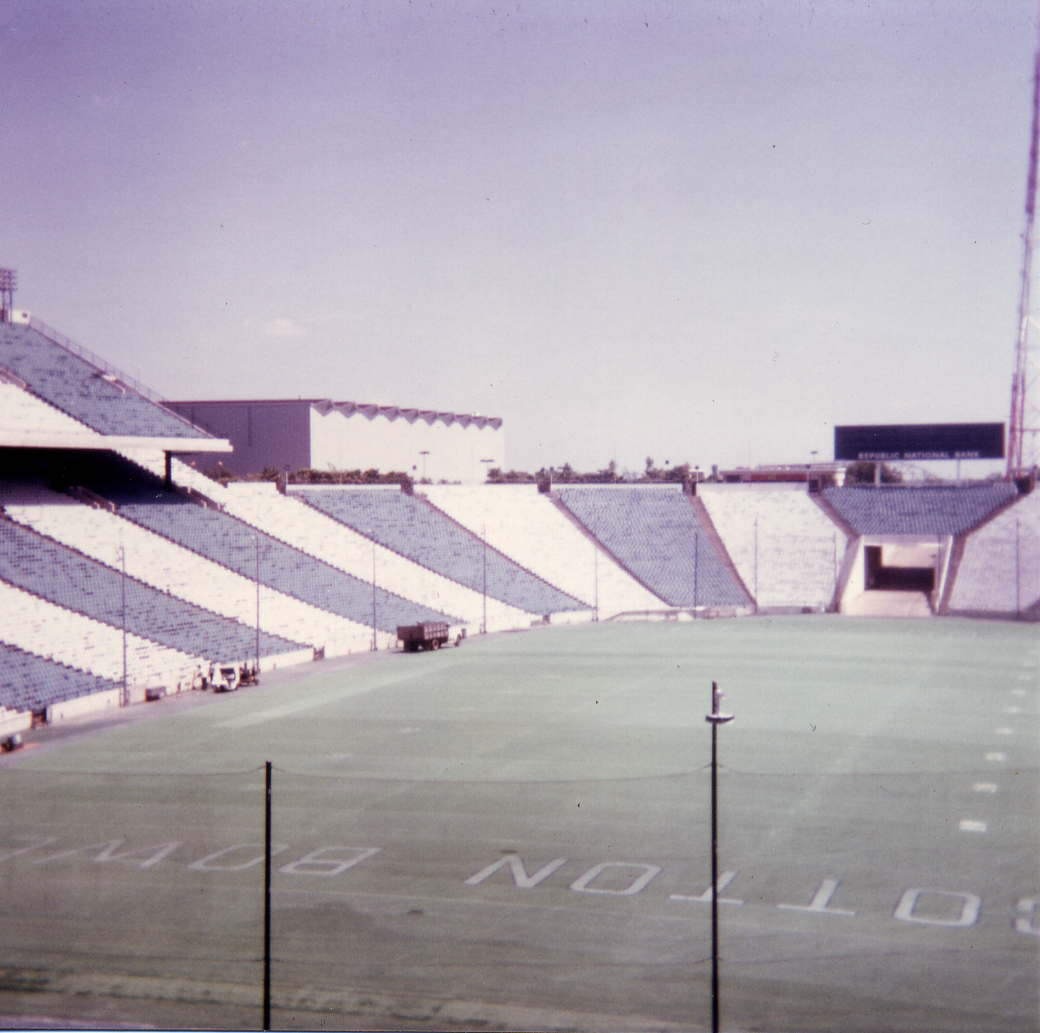
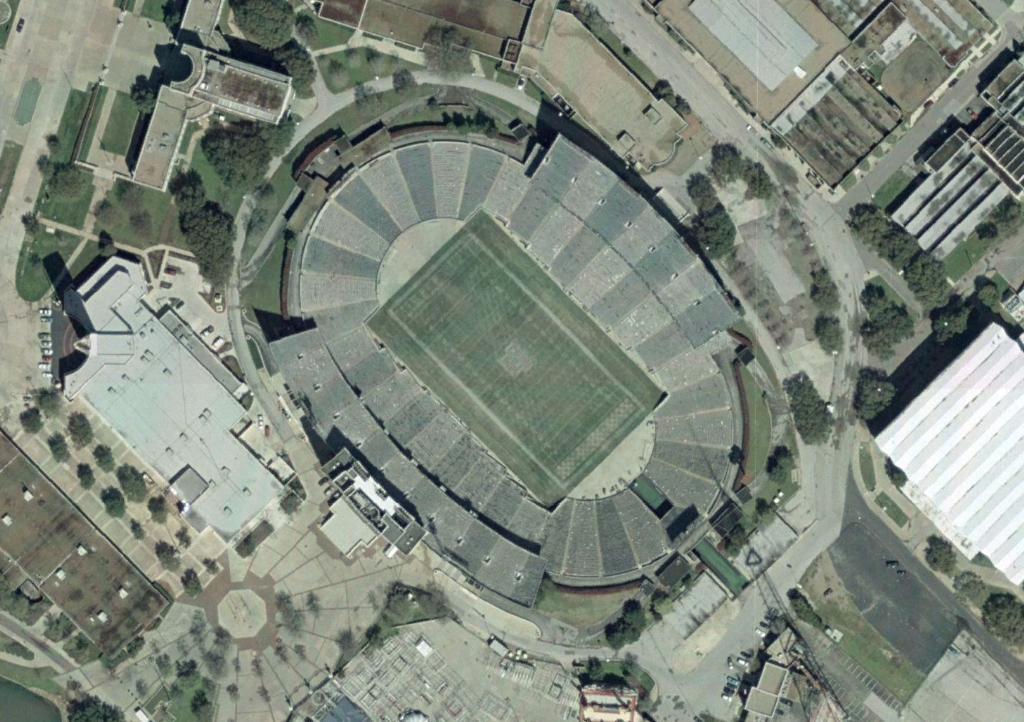